# Фармер, Милен
Миле́н Фарме́р (фр. Mylène Farmer, настоящая фамилия — Готье́ (фр. Gautier); род. 12 сентября 1961, Пьерфон, Монреаль, Квебек, Канада) — французская певица, композитор, актриса и поэтесса. Одна из самых известных современных французских исполнительниц популярной музыки не только во Франции, но и во всём мире.
Редко появляясь в СМИ и избегая обсуждения своей личной жизни, она построила долговременный творческий союз с Лораном Бутонна, плодами которого явились многие видеоклипы, живые выступления, напоминающие спектакли, кинофильм «Джорджино», а также тексты песен, изобилующие двусмысленностью и полные литературных и художественных отсылок.
Милен Фармер занимает первую строчку в списке самых высокооплачиваемых франкоязычных исполнителей: её доход за 2013 год составил 4,7 млн евро.

## Биография

### Ранние годы
Милен Фармер родилась 12 сентября 1961 года в Пьерфоне — пригороде Монреаля, Квебек. За пару лет до этого её семья приехала сюда из Франции: Макс Готье (род. в марте 1925 в Марселе, ум. 11 июля 1986), инженер-мостостроитель, принимал участие в строительстве плотины на местной реке Маникуаган. Кроме жены Маргарит (секретарь, впоследствии — домохозяйка, род. в 1928 в Ленноне, ум. в июле 2016) с собой в Канаду он взял свою мать и двоих детей — Брижит (род. 5 мая 1959) и Жана-Лу (род. 13 апреля 1960, погиб 27 октября 1996 в автокатастрофе). Таким образом, Милен Фармер стала третьим ребёнком в семье и провела в Квебеке 8 первых лет жизни, сохранив в памяти его заснеженные пейзажи.
В 1969 году по окончании строительства дамбы семья вернулась во Францию и обосновалась в пригороде Парижа Виль-д’Авре, где на свет появился четвёртый ребёнок — Мишель (род. 30 декабря 1969). По словам Милен, она непросто пережила такую смену обстановки и почти не общалась с ровесницами. Одним из её любимых занятий было навещать детей-инвалидов в больнице Гарша. (фр. l’Hôpital de Garches). Милен пыталась во всем подражать мальчишкам. В возрасте 12 лет Милен начинает заниматься верховой ездой. Прозанимавшись 5 лет, мечтает стать конным инструктором и посвятить свою жизнь лошадям.
Получить среднее образование и степень бакалавра Милен не удалось — в 1979 году, отучившись всего два дня в выпускном классе, она, хлопнув дверью, покидает лицей и переезжает в Париж (в дальнейшем этот поступок послужит причиной серьёзного раздора между ней и матерью). Там она поступает на театральные курсы Флоран, желая стать актрисой. Параллельно она подрабатывает в качестве модели для различных изданий и рекламы (среди них — ролики для IKEA и Fiskars). Однако серьёзных ролей ни в театре, ни в кино ей так и не доставалось.

### Дебют и первый успех
Путь Милен Фармер в качестве певицы начался в 1984 году: она пришла на прослушивание, организованное молодым автором-композитором Лораном Бутонна — он искал исполнительницу для своей песни Maman a tort. Она взяла фамилию Фармер как псевдоним в дань уважения трагически известной американской актрисы 1930-х годов Фрэнсис Фармер. Поначалу музыкальные лейблы один за другим отказывали в заключении контракта — так длилось около года, — пока наконец певица не заключила контракт с RCA. При содействии юного менеджера Бертрана Ле Пажа команда начала раскрутку Maman a tort, в итоге ставшей весьма популярной песней лета 1984 года — было продано 100 000 копий сингла.
После выхода второго трека On est tous des imbéciles в начале 1985 года, который не смог повторить успех первой записи, RCA не стала продлевать контракт с певицей. К концу года ей удалось заключить контракт с лейблом Polydor, на котором был выпущен её третий сингл — Plus grandir. Он оказался более успешным, чем предыдущая работа, однако также не смог повторить успеха первого. В 1986 году был выпущен первый полноформатный альбом певицы — Cendres de lune, включающий сингл Libertine. Именно в это время Милен Фармер решает покрасить свои волосы в рыжий цвет, что на долгие годы станет её визитной карточкой, резко отличающей её от других артисток. Дорогостоящий клип на песню Libertine, снятый по мотивам фильма «Барри Линдон», в котором она появляется обнажённой, быстро снискал скандальную популярность: сингл впервые попал во французский Топ-50, где удерживался на протяжении шести месяцев. Это стало переломным моментом в карьере Милен.

### Путь к признанию 1987—1990
В начале 1987 года был выпущен сингл Tristana, также имевший большой успех и вошедший в переиздание её дебютного альбома. Он был номинирован на премию «Виктуар де ля мюзик». С этого момента Милен сама стала писать тексты своих песен, превратившись в одну из самых узнаваемых фигур французской музыкальной сцены. Каждый её новый клип становился событием.
К концу того же года последовал выход сингла Sans contrefaçon, занявший второе место в Топ-50, и анонс альбома «Ainsi soit je...». Sans contrefaçon : Эта песня о женщинах, таких как Шевалье д’Эон, Ева Котчевер. Этот альбом, вышедший весной 1988 года, пользовался широким успехом: он занял первую строчку продаж, став первым бриллиантовым диском в карьере певицы и разойдясь тиражом 1 800 000 копий. Помимо Sans contrefaçon, успеху альбома также способствовали синглы Ainsi soit je, Sans logique и особенно Pourvu qu’elles soient douces — для последнего был снят необычно долгий 18-минутный клип, продолжающий сюжетную линию Libertine: его выход на экраны произвёл эффект разорвавшейся бомбы, а сама композиция стала первым из синглов Милен, которому удалось добраться до первой строчки в чартах продаж (они достигали 100 000 копий в неделю).
19 ноября Милен получает свою первую музыкальную победу — её выбирают лучшей певицей года, а в следующем году в течение одного тура, Милен провела десять концертов в Париже (восемь во Дворце спорта и два в «Берси»), все билеты на которые были распроданы. По его окончании выходит двойной live-альбом «En concert».

### L’Autre…(1991—1994)
Если к началу десятилетия Фармер уже можно было по праву назвать суперзвездой Франции, то истинной иконой французской музыки она стала после выхода в начале 1991 года её третьего альбома «L'Autre...» и предваряющего его сингла Désenchantée («Разочарованная»). Выйдя спустя год творческого затишья, этот сингл сопровождался клипом длиной более 10 минут, а сама песня превратилась в своеобразный гимн «разочарованного поколения» 1990-х. Ему удалось стать суперхитом не только во Франции (наиболее ротируемая песня 1991 года, более 1 300 000 проданных копий), но и за рубежом (№ 1 в Бельгии, № 3 в Нидерландах, № 16 в Австрии). Сам альбом также быстро добрался до первой строчки продаж во Франции, где удерживался на протяжении 20 недель — это и поныне лучший показатель среди альбомов певицы, с 2 миллионами проданных копий.
В июле 1991 года выходит сингл «Regrets» («Сожаления»), первый в творчестве певицы дуэт, записанный совместно с Жан-Луи Мюра.
В 1992 году выходит двухдисковый альбом ремиксов Dance Remixes. После выхода L’Autre…, Фармер снимается в фильме «Джорджино», вышедшем в 1994 году.

### Anamorphosée(1995—1997)
После провала «Джорджино» Фармер уезжает в США. В Калифорнии она работает над новым альбомом Anamorphosée и полностью меняет свой образ и музыкальный стиль. Из альбома было выпущено 5 синглов: «XXL», «L'Instant X», «California», «Comme j’ai mal» и «Rêver». Турне в поддержку альбома также проходило в полном отсутствии мрачных готических декораций, только светлые декорации.

### Innamoramento(1998—2000)
После турне 1996 года и выпуска видеоверсии концерта — Live à Bercy — наступило затишье, и только в апреле 1999 года Милен Фармер представила новый альбом Innamoramento, который знаменовал возвращение к атмосфере первых альбомов певицы с более сдержанным и романтическим стилем. Впервые, помимо собственноручного написания текстов своих песен, Милен также сочиняет почти половину музыки в альбоме.
21 сентября 1999 года началось новое турне Фармер — Mylenium Tour, которое было сделано с большим размахом и пользовалось успехом. В рамках турне Фармер впервые посетила Россию с концертами в Москве и Санкт-Петербурге 4—8 марта 2000 года.

### Alizée (2000—2004)
В 2000 году Фармер и Бутонна искали молодое дарование для участия в совместном проекте. Вскоре они заметили начинающую певицу Ализе и предложили поучаствовать в проекте. Фармер и Бутонна написали и спродюсировали для неё альбомы Gourmandises и Mes Courants Électriques. Сингл «Moi... Lolita», для которого Фармер написала слова, вошёл во французские чарты почти на год, а также стал популярен во многих европейских странах.

### Les mots(2001—2003)
В конце 2001 года и 17 лет музыкальной карьеры «Юниверсал» издаёт первый сборник лучших песен певицы Les Mots, первым синглом с которого стала одноимённая песня, записанная в дуэте с c английским певцом Силом. Диск содержит большинство хитов певицы и три новые песни.
В 2003 году Фармер опубликовала свою первую книгу, «Лиза-Лу и Сказочник». Философскую сказку проиллюстрировала сама певица.

### Avant que l’ombre…(2004—2006)
В декабре 2004 года, после долгого периода тишины, Фармер провела пресс-конференцию, на которой анонсировала свой новый альбом Avant que l’ombre…. В апреле 2005 года альбом был выпущен. Следом выходит сингл со скандальным названием «Fuck Them All». Одноимённый клип был снят в заснеженной Румынии режиссёром Августином Вилларонгой. Альбом получился более акустическим, чем предыдущие. Разошёлся в 800 тыс. экземпляров, что подтверждает успех певицы за рубежом. В сентябре 2006 года Фармер записала дуэт с Moby — «Slipping Away (Crier la vie)». В январе 2006 года состоялась серия концертов Avant que l’ombre… à Bercy. Вскоре Фармер озвучила принцессу Селению в мультипликационном фильме Люка Бессона «Артур и минипуты», а также для двух следующих фильмов, «Артур и месть Урдалака» (2009) и «Артур и война двух миров» (2010). После этого Фармер вновь уходит в тень, сообщив в телеинтервью, что готовится к съёмкам в фильме «Тень других» по роману Натали Реймс — своей лучшей подруги.

### Point de suture(2007—2008)
В августе 2008 года вышел седьмой студийный альбом Милен Фармер Point de suture. В марте 2008 года были объявлены концерты на 11 и 12 сентября 2009 года на парижском стадионе «Стад де Франс». Также были объявлены концерты в Женеве (Швейцария) на стадионе «Stade de Geneve». Концерты в России прошли в Санкт-Петербурге (28 июня 2009 года в СКК «Петербургский») и в Москве (1 июля в СК «Олимпийский»). 12 апреля 2010 года на базе двух вечеров Stade de France был выпущен концертный DVD.

### Bleu noirи2001.2011(2010—2011)
Осенью 2010 года появилась информация о выходе в свет восьмого студийного альбома Фармер Bleu noir, он вышел 6 декабря. Особенностью нового альбома является отсутствие среди авторов песен Лорана Бутонна — вместо него композиторские функции взяли на себя Moby, RedOne и Дариус Килер из британской группы «Archive».
7 ноября 2011 года Милен Фармер выпустила новый сингл, «Du temps», который вошёл в альбом 2001.2011, представляющий собой сборник синглов последних десяти лет. В качестве новых песен, помимо «Du temps», фигурирует ещё одна, «Sois moi — be me». Сборник вышел 5 декабря 2011 года.

### Monkey Me(2012—2013)
3 декабря 2012 года вышел девятый студийный альбом Monkey Me. Премьера первого альбомного сингла под названием À l’ombre («В тени») состоялась на радио 22 октября. Также была объявлена дата будущего Тура в поддержку альбома, начавшегося 7 сентября 2013 года концертами в Берси. На 14 апреля 2013 года альбом достиг объёма продаж более 425 тыс. экземпляров. В Бельгии Monkey Me получил платиновый статус, преодолев порог продаж в 40 000 копий. 28 января 2013 года был выпущен второй сингл «Je te dis tout». 7 сентября начался тур Timeless 2013, состоящий из 39 концертов. 7 октября вышел третий сингл — «Monkey Me». Концерты в России прошли в Москве (1 ноября 2013 года в СК «Олимпийский») и в Санкт-Петербурге (4 ноября в СКК «Петербургский»). 9 декабря 2013 года вышел концертный альбом Timeless 2013 и первый сингл с него — Diabolique mon ange.

### Interstellaires(2015—2017)
6 ноября 2015 года вышел десятый студийный альбом под названием Interstellaires, в который вошла исполненная в дуэте со Стингом кавер-версия его песни «Stolen Car» из альбома 2003 года Sacred Love. В первую же неделю сингл стал лидером продаж во Франции. 8 января 2016 года вышел второй сингл «City Of Love», занявший 1 место во французском чарте. Ранее 20 декабря 2015 года состоялась премьера клипа на VEVO канале Милен. Третьим и последним синглом из альбома вышла песня «C’est Pas Moi», которая не поступила в продажу, а вышла только как радио-сингл.
15 марта 2017 года подписывает контракт с лейблом Sony Music Entertainment, прощаясь с Universal и Polydor, с которыми сотрудничала на протяжении тридцати лет.

### Страна призраковиDésobéissance(2018—2020)
19 января вышел новый сингл «Rolling Stone», который стал ведущим синглом в поддержку нового студийного альбома, премьера которого состоялась в 2018 году. Песня стала лидером продаж во Франции. В поддержку нового альбома запланирован тур в 2019 году.
Фармер приняла участие в фильме ужасов «Страна призраков», премьера которого состоялась в марте 2018 года. Её игра была тепло встречена критиками и зрителями.
22 июня состоялась премьера сингла «N'oublie pas», записанного при участии американской певицы LP. Режиссёром клипа выступил Лоран Бутонна.
В конце августа стало известно, что новый альбом получил название Désobéissance. Диск вышел в свет 28 сентября 2018 года, получив благосклонные отзывы критиков, также альбом смог получить платиновую сертификацию во Франции всего за 8 дней.
3 сентября певица Джулия анонсировала выход сингла, над которым работала с Лораном Бутонна и Милен Фармер, «S.E.X.T.O». Дата выхода сингла — 12 сентября. Многие таблоиды уже успели окрестить песню новой «Лолитой», а Джулию — второй Ализе.
Фармер вернулась на сцену в июне 2019 года, дав серию концертов на Ля-Дефанс-Арене в Париже, которые посетило свыше 235 000 зрителей. Критики назвали шоу «одним из лучших, когда-либо демонстрировавшихся в Европе». Отснятое концертное видео планировалось к демонстрации в рамках одиночного показа в кинотеатрах Франции, Бельгии, Швейцарии, России, Канады, Мексики и некоторых других стран. Все они состоялись 7 ноября 2019 года.
25 сентября 2020 года состоялся выход документальной трилогии L’Ultime création о закулисной работе над концертом 2019 года. Премьера состоялась в сервисе Amazon Prime Video. За несколько дней до этого была выпущена неизданная ранее песня «L’Âme dans l’eau». 4 декабря 2020 года был издан третий сборник хитов певицы под названием Histoires de, состоящий из 3 компакт-дисков и также включающий эту песню.

### Каннский кинофестиваль, новый альбом и тур (2021—)
В июле 2021 года Фармер стала членом жюри Каннского кинофестиваля. Примерно в это же время было объявлено о готовящемся к проведению в 2023 году нового выездного тура певицы под названием «Nevermore 2023». Изначально среди площадок тура значились города Франции, Бельгии, Швейцарии и России, однако с марта 2022 года российские даты тура с официального сайта убрали.
20 августа лейбл Polydor выпустил новый сборник песен Фармер под названием Plus grandir, альбому удалось дебютировать на первой строчке в чартах Бельгии и Франции.
В мае 2022 года стало известно, что Милен работает над новым альбомом при участии Моби, Woodkid, а также групп Archive и AaRON. Ранее Милен Фармер уже сотрудничала с Моби и Archive при записи альбома Bleu Noir. 26 августа состоялся релиз сингла «À tout jamais» из предстоящего альбома.

## Дискография
Студийные альбомы
- Cendres de Lune (1986)
- Ainsi soit je... (1988)
- L’Autre... (1991)
- Anamorphosée (1995)
- Innamoramento (1999)
- Avant que l’ombre… (2005)
- Point de suture (2008)
- Bleu Noir (2010)
- Monkey Me (2012)
- Interstellaires (2015)
- Désobéissance (2018)
- L’Emprise (2022)

## Концертные туры
Редко появляясь в СМИ, Милен Фармер относительно нечасто появляется и на сцене: за 30 лет своей карьеры она провела семь серий концертов. Пышные шоу в традициях мирового уровня без использования предзаписанного вокала стали узнаваемыми образами французской музыкальной сцены. Ставя концертные номера совместно с Лораном Бутонна (за исключением Mylenium Tour), Милен Фармер надёжно заняла заметное место в индустрии и нашла свою публику.
- Бюджет: приблизительно 6 миллионов евро
- Количество зрителей: около 300 000
- Производство — Лоран Бутонна и Тьерри Сюк
- Дизайн — Милен Фармер, Жиль Лоран и Лоран Бутонна
- Костюмы — Тьери Мюглер
- Концертный альбом разошёлся тиражом 600 000 экземпляров, став дважды платиновым
- Концертное видео разошлось суммарным тиражом 150 000 экземпляров (VHS / Video CD, CD-i), став бриллиантовым

- Бюджет: приблизительно 12 миллионов евро
- Количество зрителей: около 300 000
- Производство — Tuxedo Tour с согласия Тьерри Сюка
- Дизайн — Милен Фармер и Лоран Бутонна
- Костюмы — Пако Рабан
- Концертный альбом разошёлся тиражом 900 000 экземпляров
- Концертное видео разошлось суммарным тиражом 350 000 экземпляров (DVD / VHS / Video CD), став бриллиантовым

- Бюджет: 20 миллионов евро
- Количество зрителей: около 460 000
- Производство — Тьерри Сюк
- Дизайн — Милен Фармер
- Декорации — Ги-Клод Франсуа (часть сценических декораций созданы Хансом Руди Гигером)
- Костюмы — Доминик Борг
- Концертный альбом разошёлся тиражом 700 000 экземпляров, став дважды платиновым
- Концертное видео разошлось тиражом 400 000 экземпляров (DVD / VHS), став бриллиантовым

Примечание: Концертная программа была разработана специально для концертного зала Bercy и не демонстрировалась на других площадках.
- Бюджет: 10 миллионов евро
- Количество зрителей: 170 000
- Производство — Тьерри Сюк для TS3
- Концепция и художественное направление — Милен Фармер и Лоран Бутонна
- Декорации — Марк Фишер
- Сценические фоны — Ален Эскаль
- Костюмы — Франк Сорбье
- Концертный альбом разошелся тиражом 250 000 экземпляров, став золотым за 2 недели
- Концертное видео разошлось тиражом 500 000 экземпляров, став бриллиантовым

- Бюджет: 30 миллионов евро
- Количество зрителей: 632 000
- Производство — Лоран Бутонна и Тьерри Сюк
- Дизайн — Милен Фармер и Лоран Бутонна
- Декорации —  Марк Фишер
- Сценические фоны — Ален Эскаль
- Костюмы — Жан-Поль Готье

- Бюджет: 30 миллионов евро
- Количество зрителей:  535 000
- Производство — Тьерри Сюк
- Дизайн — Милен Фармер и Лоран Бутонна
- Декорации — Марк Фишер и Рик Липсон
- Сценические фоны — Эв Рамбо, Люк Фролише и Ласло Бордос
- Костюмы — Жан-Поль Готье

Примечание: Концертная программа была разработана специально для Paris La Défense Arena и не демонстрировалась на других площадках.
- Бюджет: TBA
- Количество зрителей:  270 000
- Производство — Тьерри Сюк
- Дизайн — Милен Фармер и Лоран Бутонна
- Декорации — TBA
- Сценические фоны — TBA
- Костюмы — TBA

- Бюджет:
- Количество зрителей:
- Производство — Тьерри Сюк
- Дизайн —
- Декорации —
- Сценические фоны —
- Костюмы —

## Фильмография
| Год  |    | Русское название              | Оригинальное название                     | Роль                         |
| ---- | -- | ----------------------------- | ----------------------------------------- | ---------------------------- |
| 1994 | ф  | Джорджино                     | Giorgino                                  | Катрин де Грас               |
| 2006 | мф | Артур и минипуты              | Arthur et les Minimoys                    | принцесса Селения            |
| 2009 | мф | Артур и месть Урдалака        | Arthur et la Vengeance de Maltazard       | принцесса Селения            |
| 2010 | мф | Артур и война двух миров      | Arthur et la Guerre des deux mondes       | принцесса Селения            |
| 2018 | ф  | Страна призраков              | Ghostland                                 | Полин Келлер                 |
| 2019 | ф  | Милен Фармер 2019 — в кино    | Mylène Farmer Live 2019 — Le Film         | камео                        |
| 2024 | ф  | Воображаемые друзья           | IF                                        | Блоссом (французский дубляж) |
| 2024 | ф  | Бэмби: история о жизни в лесу | Bambi, L'histoire d'une vie dans les bois | диктор                       |
| 2025 | ф  | Дэллоуэй                      | Dalloway                                  | Дэллоуэй                     |

## Награды

### M6 Awards
- 2000: Самый красивый клип года (Optimistique-moi)

### NRJ Music Awards
- 2000: Лучший концерт (Mylenium Tour)
- 2000: Лучший франкоязычный альбом (Innamoramento)
- 2000: Лучшая франкоязычная исполнительница
- 2001: Лучшая франкоязычная исполнительница
- 2002: Лучшая франкоязычная исполнительница
- 2003: Лучшая франкоязычная исполнительница
- 2006: Лучший франкоязычный альбом (Avant que l’ombre...)
- 2009: Лучший франкоязычный альбом (Point de Suture)
- 2012: Бриллиантовая награда — за выдающиеся достижения в течение всей карьеры

### NRJ Ciné Awards
- 2007: Лучший голос озвучивания приглашенного артиста — за озвучивание принцессы Селении в фильме Артур и минипуты

### Victoires de la musique
- 1988: Лучшая исполнительница года
- 1996: Наиболее продаваемый франкоязычный альбом за рубежом (Anamorphosée)
- 2005: Лучшая исполнительница последних 20 лет

### World Music Awards
- 1993: Лучшие продажи артиста, представляющего Францию